# Heterobathmia
Heterobathmia Kristensen & Nielsen, 1979, è un genere di lepidotteri primitivi, diffuso solo in Sudamerica (Argentina e Cile). Rappresenta l'unico genere appartenente alla famiglia Heterobathmiidae, alla superfamiglia Heterobathmioidea e al sottordine Heterobathmiina, anch'essi istituiti da Kristensen e Nielsen.

## Descrizione
Insieme al genere Agathiphaga (sottordine Aglossata), è ciò che resta dei Lepidotteri arcaici che colonizzavano l'antico continente Gondwana. Mantiene ancora caratteri primitivi, tuttavia è filogeneticamente più vicino ai Glossata.
Le Heterobathmia sono farfalle di piccole dimensioni, diurne, con corpo che presenta riflessi metallici. L'apparato boccale è del tipo masticatore e la dieta è costituita da polline. Le larve sono minatrici fogliari associate ad alberi del genere Nothofagus.